# Foss (Oklahoma)
Foss – miasto w Stanach Zjednoczonych, w stanie Oklahoma, w hrabstwie Washita.